# NGC 5808
NGC 5808 (NGC 5819) é uma galáxia espiral barrada (SBbc) localizada na direcção da constelação de Ursa Minor. Possui uma declinação de +73° 07' 55" e uma ascensão recta de 14 horas, 54 minutos e 02,7 segundos.
A galáxia NGC 5808 foi descoberta em 16 de Março de 1785 por William Herschel.